# Grammaticacontrole
Een grammaticacontrole is een computerprogramma dat probeert de grammaticaliteit van geschreven teksten te controleren. Grammaticacontroles maken meestal integraal onderdeel uit van tekstverwerkers zoals Microsoft Word, maar kunnen ook de vorm van een afzonderlijke applicatie hebben. Spellingcontrole is voor een deel van de grammaticacontrole afhankelijk, omdat bijvoorbeeld de persoonsvorm in een zin door het onderwerp van de zin wordt bepaald.
Grammaticacontrole is complex, aangezien de formele grammatica van natuurlijke talen in de praktijk veel uitzonderingen kent. Behalve de voorgeprogrammeerde woordenboeken in de juiste taal of talen spelen ook parsers daarom een zeer belangrijke rol als onderdeel van de grammaticacontroles. De software die nodig is voor grammaticacontrole vertoont veel overeenkomsten met software die wordt gebruikt bij spraakherkenning.

## Geschiedenis
De eerste grammaticacontroles waren vooral gericht op het vinden van stijlfouten en fouten in de interpunctie dan op het vinden van grammaticale fouten. Programma's voor grammaticacontrole werkten volledig met patroonherkenning en bevatten een lijst van enkele honderden tot duizenden zinnen die door experts als slecht waren aangemerkt. De in de tekstverwerker ingevoerde teksten werd in zinnen verdeeld, waarna deze zinnen op basis van overeenkomst werden vergeleken met de standaardzinnen in de lijst en er eventuele alternatieven werden gesuggereerd. Vertaalgeheugens werken volgens een vergelijkbaar principe.
Het eerste systeem, Writer's Workbench, werd al in de jaren 70 ontwikkeld als onderdeel van Unix. Dit programma bestond uit afzonderlijke tools die wanneer nodig suggesties deden om de tekst te verbeteren. Het eerste gelijksoortige programma voor individuele pc's werd in 1981 ontwikkeld in Albuquerque en heette Grammatik. Dit programma was eerst alleen geschikt voor de TRS-80 van RadioShack, iets later ook voor CP/M-systemen en de IBM Personal Computer. In de loop van de jaren 80 werd dit programma verder ontwikkeld, totdat het behalve de stijl ook de grammatica van een ingevoerde tekst kon controleren. Hetzelfde gebeurde met de programma's Punctuation & Style, Correct Grammar en RightWriter. De opvolger van Grammatik maakt nog steeds standaard onderdeel uit van WordPerfect. Microsoft besloot in 1992 om de grammaticacontrole volledig als standaardfunctie in Word te integreren, en kocht daarom het programma CorrecText van Houghton Mifflin Harcourt op.
Voor sommige vormen van opensourcesoftware worden ook grammaticacontroles ontwikkeld, bijvoorbeeld voor AbiWord en LanguageTool. Deze programma's worden gebruikt door uitbreidingspakketten voor LibreOffice en LyX.